# Саратовский (Ставропольский край)
Сара́товский — хутор в Кочубеевском районе (муниципальном округе) Ставропольского края России.

## География
Расстояние до краевого центра: 53 км.
Расстояние до районного центра: 12 км.

## История
До 16 марта 2020 года хутор входил в упразднённый Казьминский сельсовет.

## Население
| 1989 | 2002 | 2010 | 2014 |
| ---- | ---- | ---- | ---- |
| 237  | ↗296 | ↗323 | ↘300 |

По данным переписи 2002 года в национальной структуре населения преобладают русские (94 %).

## Инфраструктура
Медицинскую помощь оказывает фельдшерско-акушерский пункт.